# Alpy Berchtesgadeńskie

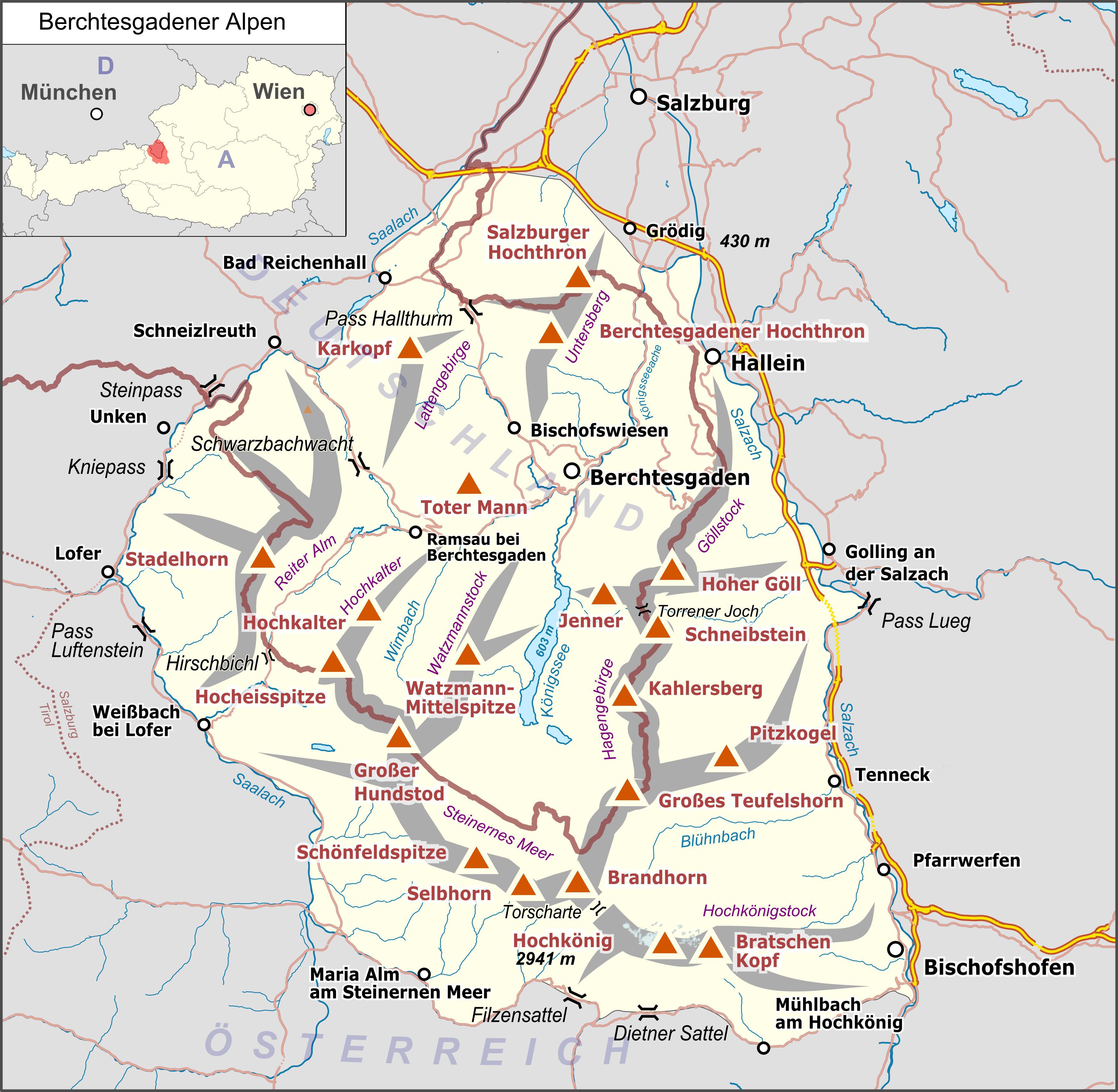
Mapa Alp Berchtesgadeńskich

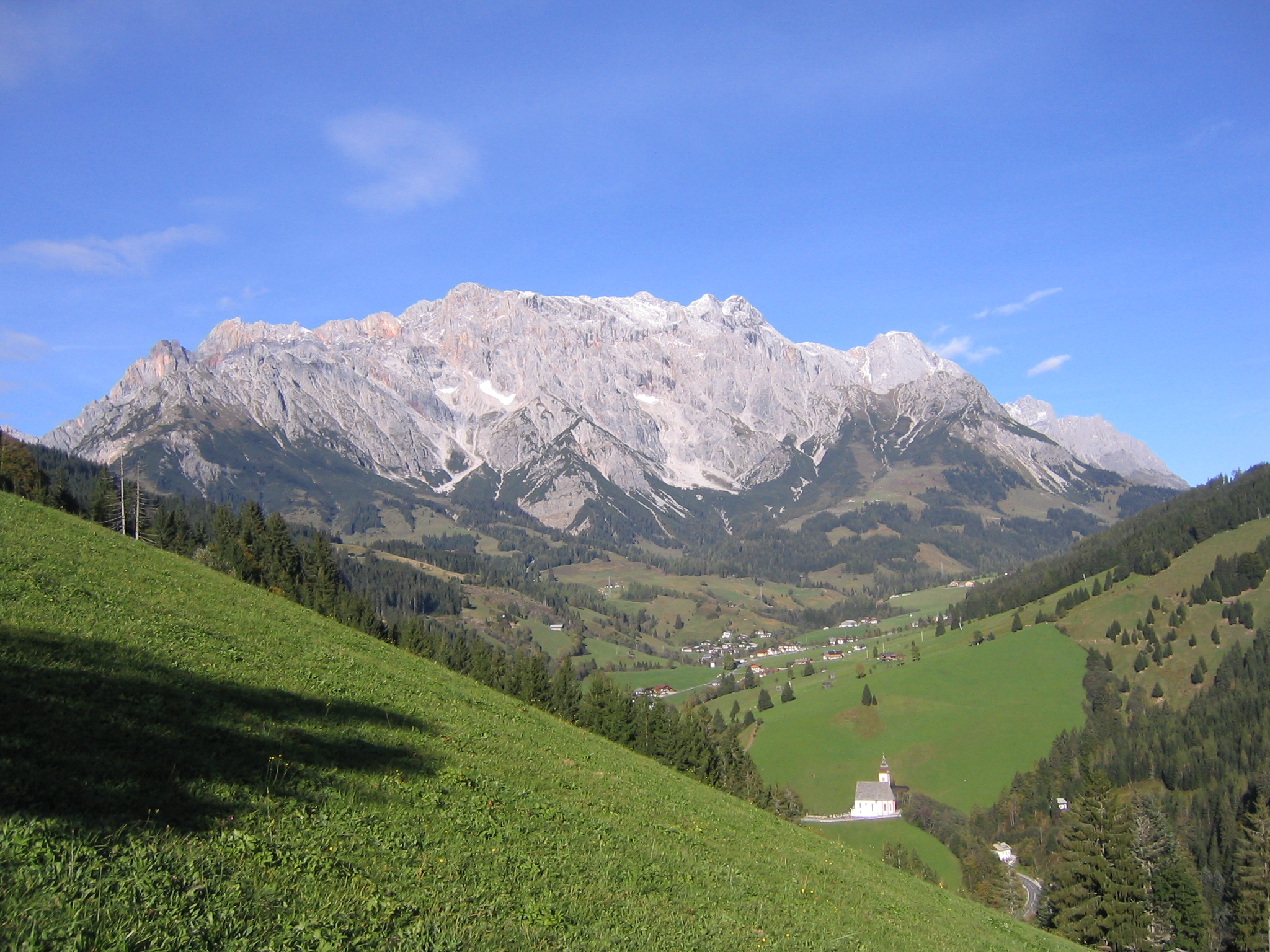
Hochkönig – najwyższy szczyt pasma, widok od południa

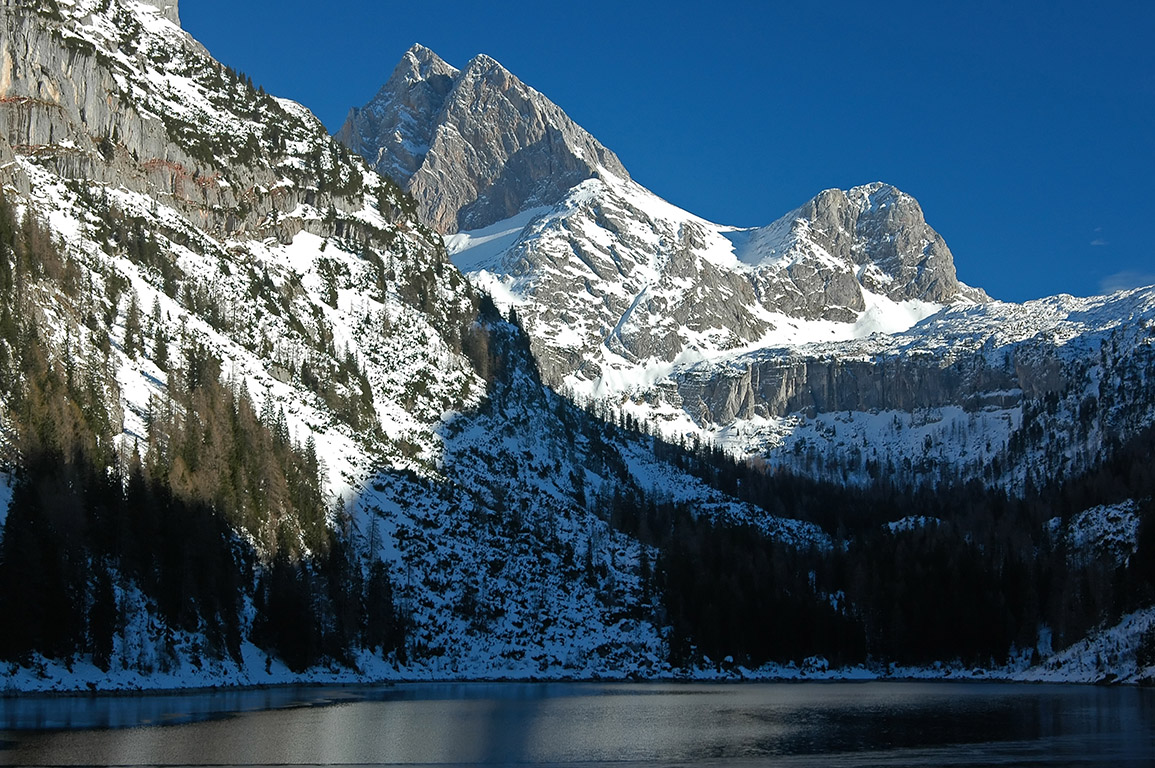
Großer Hundstod

Alpy Berchtesgadeńskie (niem. Berchtesgadener Alpen) – pasmo górskie, część Alp Salzburskich, w Północnych Alpach Wapiennych. Leży w Austrii (Salzburg) i Niemczech (Bawaria), okala miejscowość Berchtesgaden. Granice pasma wyznaczają rzeki: Salzach, Mühlbach, Trockenbach, Urslau i Saalach. Najwyższym szczytem jest Hochkönig, który osiąga 2941 m. Główne miasta regionu to Salzburg, Bischofshofen, Saalfelden i Bad Reichenhall.
Według podziału Alp Wschodnich Alpenverein, Alpenvereinseinteilung der Ostalpen, pasmo graniczy z:
Salzkammergut-Berge na północnym wschodzie, Tennengebirge na wschodzie, Salzburger Schieferalpen na południu, Alpami Kitzbühelskimi na południowym zachodzie, Loferer Steinberge i Leoganger Steinberge na zachodzie oraz z Chiemgauer Alpen na północnym zachodzie.
Podgrupy pasma:
- Hochkönigstock (najwyższy szczyt – Hochkönig (2941 m),
- Watzmannstock (najwyższy szczyt – Watzmann (2713 m),
- Steinernes Meer (najwyższy szczyt – Selbhorn (2655 m),
- Hochkaltergebirge (najwyższy szczyt – Hochkalter (2607 m),
- Göllstock (najwyższy szczyt – Hoher Göll (2522 m),
- Hagengebirge (najwyższy szczyt – Großes Teufelshorn (2363 m),
- Reiter Alm (najwyższy szczyt – Stadelhorn (2286 m),
- Untersberg (najwyższy szczyt – Berchtesgadener Hochthron (1973 m),
- Lattengebirge (najwyższy szczyt – Karkopf (1738 m).

Najwyższe szczyty to:
- Hochkönig (2941 m),
- Watzmann (2713 m),
- Selbhorn (2655 m),
- Schönfeldspitze (2653 m),
- Hochkalter (2607 m),
- Großer Hundstod (2594 m),
- Torsäule (2587 m),
- Funtenseetauern (2579 m),
- Schareck (2570 m),
- Hoher Göll (2522 m),
- Hocheisspitze (2521 m)
- Breithorn (2504 m),
- Großes Teufelshorn (2363 m),
- Persailhorn (2347 m),
- Stadelhorn (2286 m),
- Großes Häuselhorn (2284 m),
- Schneibstein (2276 m),
- Wagendrischelhorn (2251 m),
- Großes Mühlsturzhorn (2235 m),
- Großes Grundübelhorn (2098 m),
- Schottmalhorn (2045 m).